# Ницци, Энрико
Энрико Ницци (итал. Enrico Nizzi; род. 1 августа 1990 года) — итальянский лыжник, участник Олимпийских игр в Сочи. Специализируется в спринтерских гонках.
В Кубке мира Ницци дебютировал 14 января 2012 года, в декабре 2013 года впервые в карьере попал в тридцатку лучших на этапе Кубка мира, в спринте. Всего на сегодняшний день имеет на своём счету 3 попадания в тридцатку лучших на этапах Кубка мира, 1 в личных и 2 в командных соревнованиях. Лучшим достижением Ницци в общем итоговом зачёте Кубка мира является 147-е место в сезоне 2013-14.
На Олимпийских играх 2014 года в Сочи стал 44-м в спринте свободным стилем.
За свою карьеру в чемпионатах мира пока не участвовал. Его лучшим результатом в личных гонках на юношеских и молодёжных чемпионатах мира является 6-е место в спринте на юношеском чемпионате мира 2010 года.